# Thonon-les-Bains
Thonon-les-Bains (in arpitano Tonon, in italiano Tonone) è un comune francese di 34 823 abitanti situato nel dipartimento dell'Alta Savoia della regione dell'Alvernia-Rodano-Alpi, sede di sottoprefettura: situata sulle rive del lago di Ginevra, la città, celebre per le sue acque idrominerali, fu anche l'antica capitale della regione del Chiablese e vi sorge il Castello di Ripaglia.

## Sport
La locale squadra di football americano, i Black Panthers de Thonon, ha vinto 2 volte il Casco di Diamante, una volta il Casco d'Oro e una volta la EFAF Cup.

## Società

### Evoluzione demografica
Abitanti censiti